# Robin Riker
Robin Riker (* 2. Oktober 1952 in New York City, New York) ist eine US-amerikanische Schauspielerin, die überwiegend in Fernsehserien mitwirkte.

## Karriere
Robin Riker feierte ihr Schauspieldebüt 1976 als Krankenschwester in der Fernsehserie Pazifikgeschwader 214 (Originaltitel Baa Baa Black Sheep). Anschließend erhielt sie kleine Rollen und Gastauftritte in Fernsehserien wie Detektiv Rockford – Anruf genügt, Das A-Team, Ein Colt für alle Fälle, Sabrina – Total Verhext!, Buffy – Im Bann der Dämonen, Malcolm mittendrin, Ein Trio zum Anbeißen, Six Feet Under – Gestorben wird immer, Cold Case – Kein Opfer ist je vergessen, Crossing Jordan – Pathologin mit Profil, Navy CIS und The Closer. Wiederkehrende Rollen spielte sie in Ein Engel auf Erden für drei Folgen, Mord ist ihr Hobby und The Glades für je zwei Folgen und als Beth Logan für 60 Folgen der Fernsehserie Reich und Schön. Neben ihren Rollen in verschiedenen Fernsehserien spielte sie auch in Fernsehfilmen wie Gegen ihren Willen, Und täglich grüßt der Weihnachtsmann und  Die Rückkehr der vergessenen Freunde mit.

## Filmografie (Auswahl)
- 1976: Pazifikgeschwader 214 (Baa Baa Black Sheep, Fernsehserie, Folge Best Three Out of Five)
- 1977: M*A*S*H (Fernsehserie, Folge 6x02 Der neue Feind)
- 1979: Detektiv Rockford – Anruf genügt (The Rockford Files, Folge 6x11 Just a Coupla Guys)
- 1980: Der Horror-Alligator (Alligator)
- 1983: Das A-Team (The A-Team, Fernsehserie, Folge 2x10 Wasserspiele)
- 1983: Ein Colt für alle Fälle (The Fall Guy, Folge 3x12 Überlebenstraining)
- 1985: Trio mit vier Fäusten (Riptide, Folge 2x18 Der geschwätzige Mitwisser)
- 1985–1989: Ein Engel auf Erden (Highway to Heaven, Fernsehserie, drei Folgen)
- 1989–1996: Mord ist ihr Hobby (Murder, She Wrote, Fernsehserie, zwei Folgen)
- 1990: Gegen ihren Willen (Without Her Consen, Fernsehfilm)
- 1990–1992: Get a Life (Fernsehserie, 34 Folgen)
- 1994: Diagnose: Mord (Diagnosis: Murder, Fernsehserie, eine Folge)
- 1996: Sabrina – Total Verhext! (Sabrina, the Teenage Witch, Fernsehserie, Folge 1x05 A Halloween Story)
- 1996: Und täglich grüßt der Weihnachtsmann (Christmas Every Day, Fernsehfilm)
- 1997: Buffy – Im Bann der Dämonen (Buffy the Vampire Slayer, Fernsehserie, Folge 1x03 Verhext)
- 1999: Die Rückkehr der vergessenen Freunde (Don’t Look Under the Bed, Fernsehfilm)
- 2000: Zeit der Sehnsucht (Days of Our Lives, Fernsehserie, sechs Folgen)
- 2001: Malcolm mittendrin (Malcolm in the Middle, Fernsehserie, Folge 2x13 Neue Nachbarn)
- 2001: Ein Trio zum Anbeißen (Two Guys, a Girl and a Pizza Place, Fernsehserie, Folge 4x18 Make Mine Tea)
- 2001: Six Feet Under – Gestorben wird immer (Six Feet Under, Fernsehserie, Folge 1x08 Die tiefhängende Ampel)
- 2004: Cold Case – Kein Opfer ist je vergessen (Cold Case, Fernsehserie, Folge 1x15 Disco Inferno)
- 2004: Crossing Jordan – Pathologin mit Profil (Crossing Jordan, Fernsehserie, Folge 3x03 Til Death Do Us Part)
- 2005: Navy CIS (NCIS: Naval Criminal Investigative Service, Fernsehserie, Folge 2x11 Ein Mann für unlösbare Fälle)
- 2006: The Closer (Fernsehserie, Folge 2x10 Abhängig)
- 2008–2010: Reich und Schön (The Bold and the Beautiful, Fernsehserie, 60 Folgen)
- 2010: The Glades (Fernsehserie, zwei Folgen)
- 2010: Bones – Die Knochenjägerin (Bones, Fernsehserie, Folge 6x06 Der junge Mann im alten Sklavenschiff)
- 2012: Last Man Standing (Fernsehserie, Folge 2x04 Ed's Twice Ex-Wife)
- 2014: Anger Management (Fernsehserie, Folge 2x82 Charlie Rolls the Dice in Vegas)